# Thembo Kash
Thembo Kash (de son vrai nom Thembo Muhindo Kashauri) est un dessinateur ou illustrateur de bande dessinée congolaise, né à Butembo dans le Nord-Kivu en République démocratique du Congo le 12 juin 1965,,.